# Flabby
I Flabby sono un gruppo jazz-lounge italiano, fondato a Milano nel 1997 da Rosario Pellecchia e Fabrizio Fiore. Due disc jockey attivi sia nel mondo radiofonico sia in quello dei club.

## Storia
Il gruppo esordisce nel 1997 con il singolo "Diggy Doggy Doo", pubblicato su etichetta Loft-Emi.
L'anno dopo esce sulla stessa etichetta "Modern tunes for everybody", il primo album della band che ottiene un buon successo in Italia e all'estero. La musica dei Flabby è una miscela di acid jazz, rap, citazioni rétro e cultura del campionamento. Le influenze vanno dal funk alle orchestre degli anni cinquanta, dal jazz alle colonne sonore dei film polizieschi degli anni settanta.
Il disco d'esordio contiene una cover di "Mambo Italiano", un classico degli anni cinquanta portato al successo da Carla Boni: i Flabby coinvolgono quest'ultima nel progetto, convincendola a ricantare il brano nella loro nuova versione. Il pezzo, grazie anche al divertente video clip, ottiene un ottimo riscontro sia in Italia, dove viene inserito nella colonna sonora del film "Come te nessuno mai" di Gabriele Muccino, sia all'estero.
Nel 1999 i Flabby suscitano l'interesse di Caterina Caselli e firmano con la Sugar, con la quale pubblicano il loro secondo album, "Limoncello Experience". Il singolo che lo anticipa, "Baluba" è una riedizione del brano degli anni sessanta "Baluba shake" di Mara Pacini, detta Brunetta. Baluba viene inserita nella colonna sonora del film "E allora mambo" di Lucio Pellegrini, che dirige anche il video clip.
Questo secondo lavoro sposta la musica dei Flabby in una direzione più pop, con influenze surf e beat. Come per il primo album i testi sono in lingua inglese. Dopo un lungo periodo di silenzio, segnato dall'allontanamento volontario dal gruppo di De Sabato, i Flabby ritornano sulle scene nel 2010, con una selezione di remix di brani del passato pubblicata dall'etichetta milanese RNC Music. Nell'estate dello stesso anno Ross e Fabrizio rientrano in studio per lavorare a un nuovo disco di inediti: l'album, "Anyhting can happen", viene pubblicato nel gennaio del 2011 sempre dalla RNC. Il disco è anticipato dal singolo "Don't break this heart of mine", che raggiunge il numero uno della classifica jazz di iTunes. L'album, invece, arriva fino alla seconda posizione. Verrà pubblicato in circa 20 Paesi in Europa e nel resto del mondo.
"Anything can happen" segna un nuovo cambiamento nella musica dei Flabby: a differenza dai primi album stavolta il suono è quasi interamente acustico, e le atmosfere si fanno più decisamente jazzistiche.
Un brano di questo album, 'The sea of you" entra a far parte della colonna sonora della soap opera americana Beautiful.
"I'm Feeling Good Today", pubblicato nel 2014 sempre con la RNC, ne ha confermato il successo sia in Italia sia all'estero. Il singolo "Let yourself go", uscito anche in una versione house molto suonata nei club, ha raggiunto ancora una volta la vetta della classifica di iTunes.
Nei mesi successivi all'uscita in Italia il disco viene pubblicato in Giappone, Sud Corea e Messico, dopo aver collezionato già una ventina di pubblicazioni internazionali. La loro musica, elegante e raffinata, è programmata nelle radio di mezzo mondo, grazie all'apprezzamento di tanti giornalisti musicali e deejay opinion leader italiani come Nick The Nightfly, Marco Fullone, Massimo Oldani, Luca Dondoni, Federico Vacalebre, Andrea Laffranchi ed Enzo Gentile, che li ha anche inseriti nell'ultima edizione del suo famoso "Dizionario Pop Rock".
A maggio 2016 è stata pubblicata la prima raccolta “The Best Is Yet To Come”, loro quinto cd, dove sono contenuti i maggiori successi della band e due inediti presentati al pubblico del Blue Note.

## Discografia parziale

### Album
- 1998 - Modern tunes for everybody
- 1999 - Limoncello Experience
- 2011 - Anything can happen
- 2014 - I'm feeling good today
- 2016 - The best is yet to come!